# 近藤貫太
近藤 貫太（こんどう かんた、1993年8月11日 - ）は、愛媛県今治市出身のサッカー選手。ポジションは、ミッドフィールダー。

## 来歴
愛媛FCジュニアユースを経て、ユースへ昇格。2009年8月、高校1年でトップチームに2種登録され（翌2010年も3月に2種登録）、「 愛媛FCユースの最高傑作」とも評された。高校3年時にはU-18日本代表に選出され、AFC U-19選手権2012の予選に出場。今治西高校卒業後、トップチームへ昇格することもできたが、慶應義塾大学へ進学することを選択し、サッカー部では1年生からレギュラーとして活躍した。2013年の総理大臣杯を最後に海外挑戦を決意、サッカー部を退部。
2014年、大学を休学してユース時代を過ごした古巣・愛媛FCへ入団。同年3月、Jリーグ・アンダー22選抜に選手登録された。
2015年をもって契約満了のため退団。
2016年、休学していた慶應義塾大学に復学し、サッカー部へ復帰した。
2017年、第一線からの引退を自身のツイッターで発表。
2018年は東京都社会人リーグ１部のCERVESA東京でアマチュアプレーヤーとしてプレーをしている。

## 所属クラブ
- 今治市サッカースポーツ少年団イーグルス[8]
- 愛媛FCジュニアユース
- 愛媛FCユース
  - 2009年8月 - 同年12月 愛媛FC（2種登録）
  - 2010年3月 - 同年12月 愛媛FC（2種登録）
- 2012年 - 2013年 慶應義塾大学
- 2014年 - 2015年 愛媛FC
  - 2014年3月 - 2015年 Jリーグ・アンダー22選抜
- 2016年 - 2017年11月 慶應義塾大学
- 2018年 - CERVESA東京

## 個人成績
| 国内大会個人成績 | 国内大会個人成績 | 国内大会個人成績 | 国内大会個人成績 | 国内大会個人成績 | 国内大会個人成績 | 国内大会個人成績 | 国内大会個人成績 | 国内大会個人成績 | 国内大会個人成績 | 国内大会個人成績 | 国内大会個人成績 |
| 年度             | クラブ           | 背番号           | リーグ           | リーグ戦         | リーグ戦         | リーグ杯         | リーグ杯         | オープン杯       | オープン杯       | 期間通算         | 期間通算         |
| 年度             | クラブ           | 背番号           | リーグ           | 出場             | 得点             | 出場             | 得点             | 出場             | 得点             | 出場             | 得点             |
| 日本             | 日本             | 日本             | 日本             | リーグ戦         | リーグ戦         | リーグ杯         | リーグ杯         | 天皇杯           | 天皇杯           | 期間通算         | 期間通算         |
| ---------------- | ---------------- | ---------------- | ---------------- | ---------------- | ---------------- | ---------------- | ---------------- | ---------------- | ---------------- | ---------------- | ---------------- |
| 2014             | 愛媛             | 22               | J2               | 13               | 1                | -                | -                | 2                | 0                | 15               | 1                |
| 2015             | 愛媛             | 22               | J2               | 11               | 1                | -                | -                | 2                | 0                | 13               | 1                |
| 通算             | 日本             | 日本             | J2               | 24               | 2                | -                | -                | 4                | 0                | 28               | 2                |
| 総通算           | 総通算           | 総通算           | 総通算           | 24               | 2                | -                | -                | 4                | 0                | 28               | 2                |

- 2009年、2010年は2種登録選手

- Jリーグ初出場 - 2014年3月16日 J2第3節 対アビスパ福岡（レベルファイブスタジアム）
- Jリーグ初得点 - 2014年5月18日 J2第14節 対カマタマーレ讃岐（ニンジニアスタジアム）

## 代表歴
- U-18日本代表
  - AFC U-19選手権2012 (予選)